# Neptunium-Reihe
Die Neptunium-Reihe ist die natürliche Zerfallsreihe des Neptuniumisotops 237Np. Ihr Endnuklid ist das Thalliumisotop 205Tl. Bis 2003 glaubte man, das Bismutisotop 209Bi sei stabil und der Endpunkt der Reihe. Die Reihe kann „rückwärts“ über das Neptunium hinaus zu noch schwereren Transuranen fortgesetzt werden.
Die Neptuniumreihe wird auch als „prähistorische“ Reihe bezeichnet, da das bei der Entstehung der Erde vorhandene 237Np schon gänzlich zerfallen ist. Auch das im Naturreaktor Oklo entstandene Neptunium-237 (bzw. Americium-241) ist längst bis zum (äußerst langlebigen) Bismut-209 zerfallen. Kleinste Mengen 237Np entstehen auch in Uranerzen, da 238U zur Spontanspaltung in der Lage ist, wobei Neutronen frei werden, welche durch Neutroneneinfang in 235U und anschließend noch einmal in 236U das betastrahlende 237U bilden, welches schließlich zu 237Np zerfällt. Hierbei besteht ein dynamisches Gleichgewicht aus dem skizzierten Entstehungsweg und dem anschließenden Alphazerfall von 237Np. Die entstehenden Mengen (Größenordnung 10−12 Neptunium-Atome pro Uran-Atom) sind jedoch kaum oberhalb der Nachweisgrenze und eher von akademischer Relevanz.
Nuklide der Neptuniumreihe existieren heute wieder durch künstliche Erzeugung, weil Anfangsnuklide wie 241Pu, 237Np und 237U in Kernreaktoren als Neben- bzw. Hauptprodukte erbrütet werden. Wenn Thorium als „Brennstoff“ in Kernreaktoren verwendet wird, wird hierbei durch Neutroneneinfang das spaltbare 233U „erbrütet“, welches ein weiteres, relativ langlebiges, Glied der Kette an Zerfällen der Neptunium-Reihe ist. 241Am wird – besonders im angloamerikanischen Raum – in Ionisationsrauchmeldern verwendet. In heute vertriebenen Rauchmeldern findet sich 1 Microcurie oder weniger an 241Am was weniger als 300 Nanogramm entspricht. 
| Natürliche radioaktive Zerfallsreihen: Neptunium-Reihe (violett) |

## 4n+1 Reihe

Zerfallsreihen von ^{237}Np: Z ist die Ordnungszahl (Protonenzahl), N die Neutronenzahl der Nuklide.
Die sehr seltenen Zerfälle über die Nuklide ^{221}Ra und ^{217}Rn sowie der Zerfall von ^{209}Bi sind nicht dargestellt.

| Nuklid | Zerfall                 | Halbwerts- zeit | E (MeV)     | Zerfalls- produkt |
| ------ | ----------------------- | --------------- | ----------- | ----------------- |
| 241Pu  | β− 99,9975 % α 0,0025 % | 14,4 a          | 0,021 5,140 | 241Am 237U        |
| 241Am  | α                       | 432,2 a         | 5,638       | 237Np             |
| 237U   | β−                      | 6,75 d          | 0,519       | 237Np             |
| 237Np  | α                       | 2,144 · 106 a   | 4,959       | 233Pa             |
| 233Pa  | β−                      | 26,967 d        | 0,571       | 233U              |
| 233U   | α                       | 1,592 · 105 a   | 4,909       | 229Th             |
| 229Th  | α                       | 7880 a          | 5,168       | 225Ra             |
| 225Ra  | β−                      | 14,9 d          | 0,357       | 225Ac             |
| 225Ac  | α                       | 10,0 d          | 5,935       | 221Fr             |
| 221Fr  | α 99,9 % β− 0,1 %       | 4,9 min         | 6,458 0,312 | 217At 221Ra       |
| 221Ra  | α                       | 28,0 s          | 6,886       | 217Rn             |
| 217At  | α 99,99 % β− 0,01 %     | 32,3 ms         | 7,202 0,740 | 213Bi 217Rn       |
| 217Rn  | α                       | 0,54 ms         | 7,889       | 213Po             |
| 213Bi  | β− 97,91 % α 2,09 %     | 45,49 min       | 1,426 5,982 | 213Po 209Tl       |
| 213Po  | α                       | 4,2 ms          | 8,537       | 209Pb             |
| 209Tl  | β−                      | 2,20 min        | 3,980       | 209Pb             |
| 209Pb  | β−                      | 3,253 h         | 0,644       | 209Bi             |
| 209Bi  | α                       | 1,9 · 1019 a    | 3,137       | 205Tl             |
| 205Tl  | stabil                  | stabil          | stabil      | stabil            |